# Ben Williams (Snookerschiedsrichter)

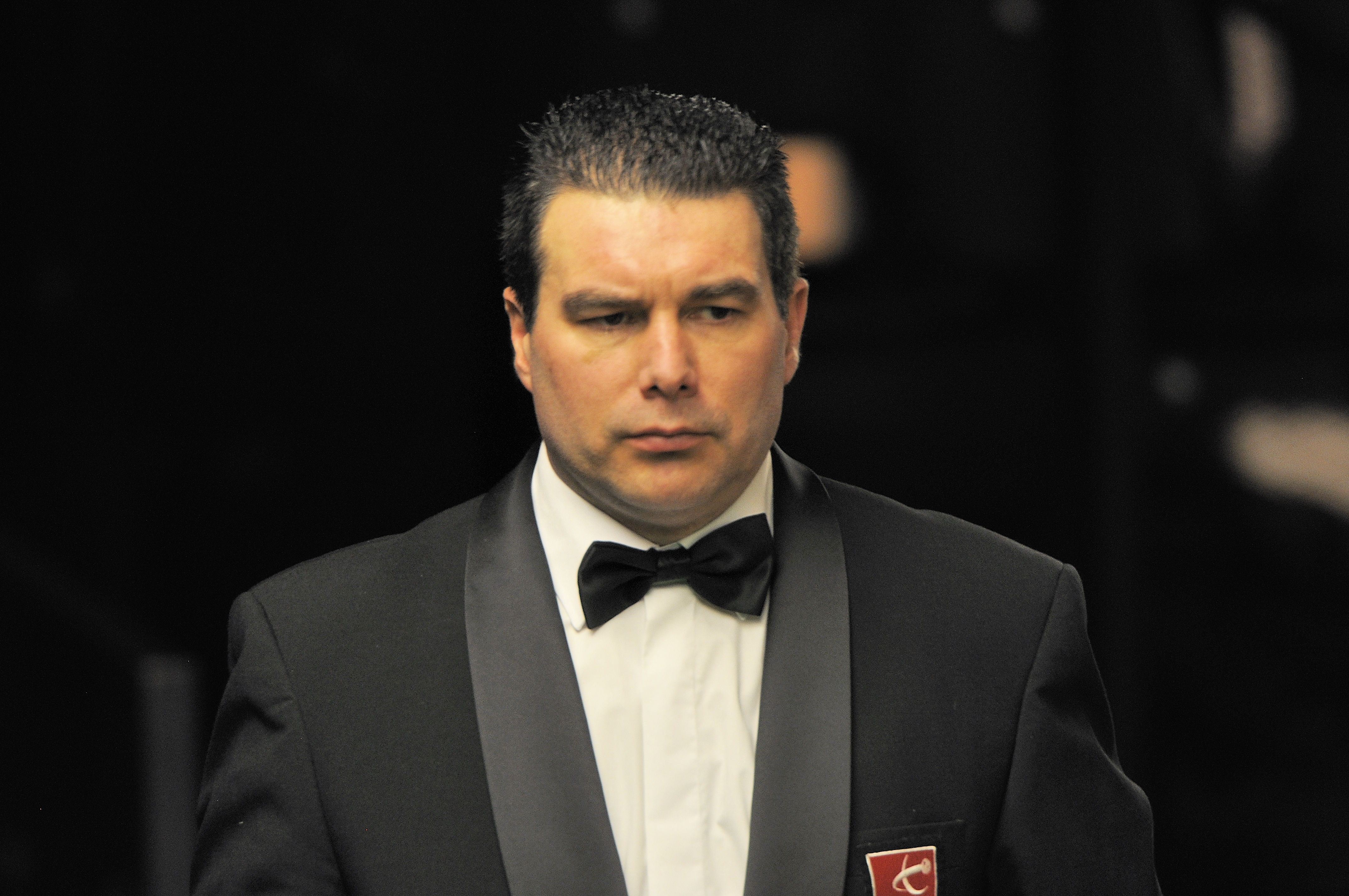
Ben Williams

Ben Williams (* 4. Januar 1971 in Skipton, Grafschaft North Yorkshire in England) ist ein professioneller Schiedsrichter der Billardvariante Snooker.

## Leben
Williams erhielt 1992 seine Class 3 license, 1995 die Class 2 license und 1997 die Class 1 license. 2004 wurde er aufgefordert, sich bei der WST zu bewerben, um die nötigen Qualifikationen zu durchlaufen. Er debütierte 2005 als Schiedsrichter bei einem Spiel der World Snooker Tour. Sein erstes im Fernsehen übertragenes Finale war 2016 das der World Seniors Championship, mit Mark Davis und Darren Morgan. Das erste Ranglistenfinale war das der Riga Masters 2017 mit Ryan Day und Stephen Maguire als Kontrahenten.
Er leitete bislang (Februar 2024) sechs Maximum Breaks.
Williams spielt selber Snooker mit einem höchsten Break von 65. Zum Schiedsrichtern kam er, weil sein damaliger Teamkapitän auch Referee war. Der war der Meinung, dass sein Talent mehr im Schiedsrichtern läge als im Spielen. Als peinlichstes Erlebnis in seiner Schiedsrichterlaufbahn bezeichnet er, dass er einmal mit den Spielern, einer davon der sechsmalige Weltmeister Steve Davis, in die Arena ging, die Spielunterlagen aber vergessen hatte und den zweiten Frame erst starten konnte, als ihm jemand diese Unterlagen gebracht hatte.
Neben Snooker praktiziert er auch Karate und hat dort einen 1. Dan. Weitere Interessen sind Fußball schauen, (Leeds United), Essen gehen und Zeit mit der Familie verbringen.

## Trivia
Im Erstrundenspiel des Masters 2020 im Spiel von Kyren Wilson gegen Jack Lisowski wurde Williams im 5. Frame von einer Wespe gestochen. Nach kurzer medizinischer Versorgung konnte er das Spiel aber weiter leiten. „My hand was pulsating for the next couple of frames but it’s fine now.“

## Geleitete Finale

### Ranglistenturniere
- World Seniors Championship 2016
- Riga Masters 2017
- English Open 2018
- Welsh Open 2021
- UK Championship 2021
- Scottish Open 2022
- Gibraltar Open 2022
- English Open 2023
- British Open 2024

### Einladungsturniere
- Masters 2024